# چاخ‌لق پرویی
چاخ‌لق پرویی یا زانوکلفت پرویی (نام علمی: Hesperoburhinus superciliaris) گونه‌ای از پرندگان تیرهٔ چاخ‌لقان (Burhinidae) است که در شیلی، اکوادور و پرو یافت می‌شود. زیستگاه‌های طبیعی آن عبارتند از: بوته‌زارهای نیمه‌گرمسیری یا گرمسیری خشک، نیمه‌گرمسیری یا گرمسیری مراتع پست فصلی خیس یا غرقابی و مراتع. این پرنده زمین‌نشین است و از حشرات و جانوران کوچک تغذیه می‌کند.